# Polygala glabra
Polygala glabra är en jungfrulinsväxtart som beskrevs av Alfred William Bennett. Polygala glabra ingår i släktet jungfrulinssläktet, och familjen jungfrulinsväxter. Inga underarter finns listade i Catalogue of Life.